# Papsukkal Planitia
La Papsukkal Planitia è una struttura geologica della superficie di Mercurio.